# التغير المناخي في أوروبا

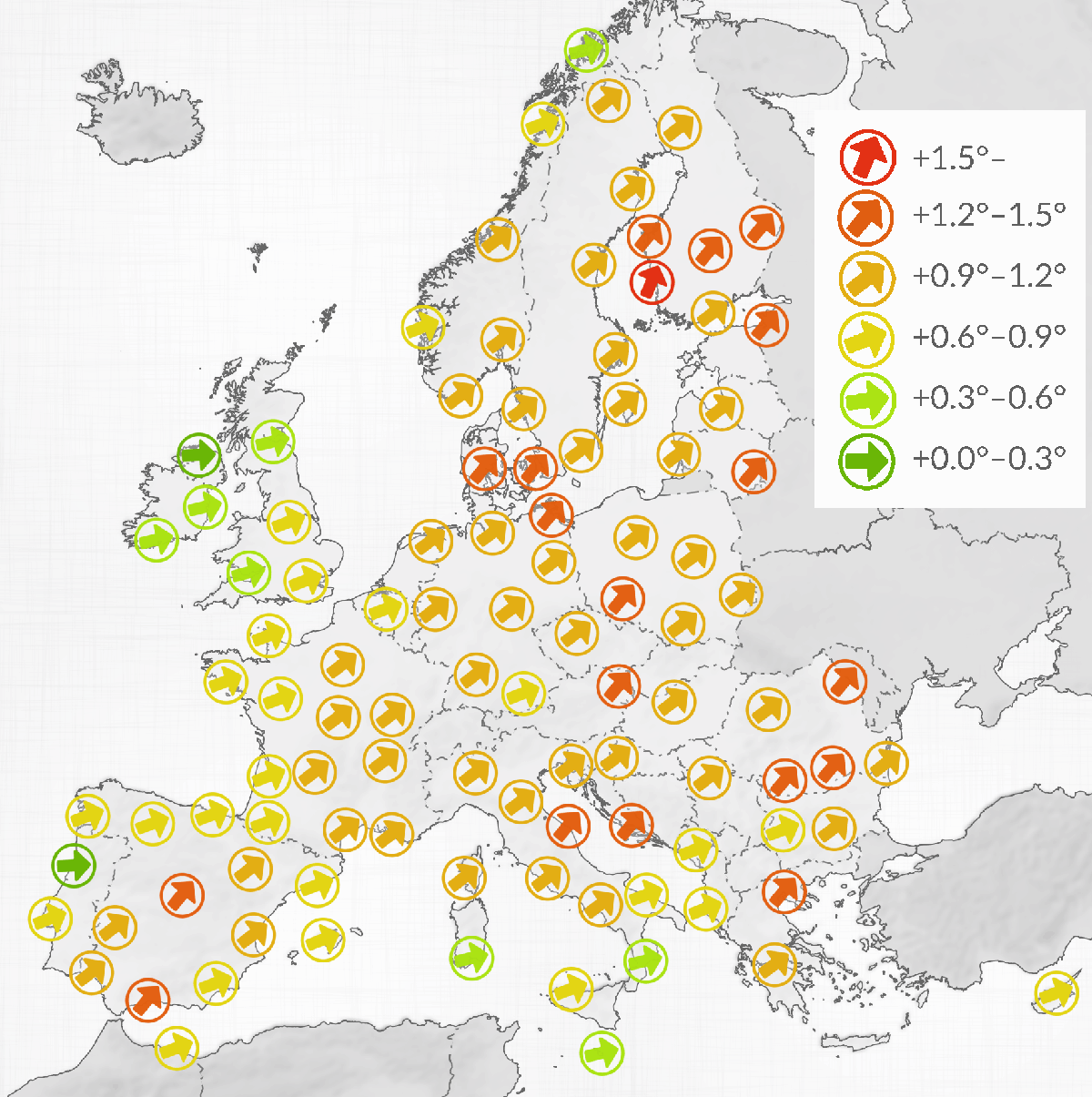
زيادة متوسط درجة الحرارة السنوية في مدن أوروبية من عام 1900 إلى عام 2017.

التغير المناخي في أوروبا، أدى إلى زيادة درجة الحرارة في الاتحاد الأوروبي بمقدار 1.9 درجة مئوية (2019) مقارنة بمستوى ما قبل الصناعة. يحذر خبراء المناخ الدوليين من ارتفاع درجة الحرارة العالمية أكثر من درجتين مئويتين، التي قد تنتج أخطر عواقب التغير المناخي، والتي يمكن أن تظهر قبل عام 2050 إذا لم تنخفض انبعاثات ثاني أكسيد الكربون.
يستلزم الحد من الانبعاثات تطوير حلول تكنولوجيا الطاقة الجديدة وتطبيقها. يعتبر بعض الناس أن الثورة التكنولوجية قد بدأت بالفعل في أوروبا، إذ تنمو أسواق التكنولوجيا المتجددة سنويًا. يشغل فرانس تيمرمانز منصب مفوض الاتحاد الأوروبي للعمل المناخي منذ 1 ديسمبر 2019.
يعتقد 90% من الأوروبيين أن أطفالهم مقبلون على اختبار آثار التغير المناخي في حياتهم اليومية، وفقًا للمسح الذي أجراه بنك الاستثمار الأوروبي عام 2020. أظهر المسح اهتمامًا كبيرًا بالمناخ من قبل 30000 فرد شملهم الاستطلاع، موضحًا أن غالبية المستجيبين مستعدون أيضًا لدفع ضريبة جديدة وفقًا لقوانين المناخ. بلغت نسبة الأوروبيين الذين لا يعتقدون بحدوث التغير المناخي 9%، بينما بلغت النسبة 18% في الولايات المتحدة.

## انبعاثات غازات الدفيئة
توثق الهيئة الحكومية الدولية المعنية بتغير المناخ، تقرير وكالة البيئة الأوروبية لعام 2016 بشأن انبعاثات غازات الاحتباس الحراري بين عامي 1990 و2014 للدول الثمانية وعشرين الأعضاء في الاتحاد الأوروبي. انخفض إجمالي انبعاثات غازات الاحتباس الحراري بنسبة 24% بين عامي 1990 و2014، رغم ارتفاع انبعاثات النقل البري بنسبة 17%. شهد قطاع السيارات والحافلات والشاحنات أكبر زيادة مطلقة في انبعاثات ثاني أكسيد الكربون مقارنة بأي قطاع آخر على مدار 25 سنة مضت، إذ نما بمقدار 124 طن متري، كما نما في قطاع الطيران بمقدار 93 طن متري خلال نفس الفترة، بزيادة هائلة بلغت 82%.
بلغت انبعاثات الاتحاد الأوروبي في عام 2019، 3.3 غيغا طن (3.3 مليار طن متري)، و80% منها من الوقود الأحفوري.
وافق البرلمان الأوروبي في عام 2012، على قانون تاريخي يحدد أهداف غازات الدفيئة لعام 2050. يهدف القانون إلى تحقيق حيادية الكربون، والوصول إلى انبعاثات سلبية بعد عام 2050، ويمهد الطريق لإحداث تغيير في سياسات الاتحاد الأوروبي. ينبغي على الاتحاد الأوروبي- بموجب القانون- العمل على تحقيق انخفاض صافي في انبعاثات غازات الدفيئة بنسبة 55% على الأقل بحلول عام 2030 (مقارنة بعام 1990). يضع القانون حدًا قدره 225 طن متري من ثاني أكسيد الكربون، والتي تشكل المساهمة في عمليات الإزالة لبلوغ الهدف. يهدف القانون لأن تكون أوروبا أول قارة خالية من الكربون بحلول عام 2050، وفقًا للنائب السويدي جيت غوتلاند.

### استهلاك الطاقة

#### الفحم
بلغ استهلاك الفحم في أوروبا 7239 تيراواط ساعي في عام 1985، وانخفض إلى 2611 تيراواط ساعي في عام 2020. بلغ استهلاك الفحم في الاتحاد الأوروبي 5126 تيراواط ساعي في عام 1985 وانخفض إلى 1624 تيراواط ساعي في عام 2020. بلغت انبعاثات ثاني أكسيد الكربون من الفحم ذروتها في أوروبا في عام 1987 بمقدار 3.31 مليار طن، و1.36 مليار طن في عام 2019.
حققت روسيا أكبر رقم في انبعاثات ثاني أكسيد الكربون من الفحم في أوروبا في عام 2019 (395.03 طن متري)، واحتلت ألمانيا المرتبة الثانية بما يتعلق بانبعاثات ثاني أكسيد الكربون من الفحم في أوروبا (235.7 طن متري). نمت انبعاثات أيسلندا من ثاني أكسيد الكربون من الفحم بنسبة 151%، وزادت انبعاثات ثاني أكسيد الكربون من الفحم في تركيا بنسبة 131% وفي مونتينيغرو بنسبة 13% بين عامي 1990 و2019، بينما شهدت بقية الدول الأوروبية انخفاضًا في استهلاك الفحم في تلك الفترة الزمنية.
انخفض استهلاك الفحم في الاتحاد الأوروبي بنحو 50 تيراواط ساعي بين عامي 2012 و2018، مقارنة بارتفاع قدره 30 تيراواط ساعي من توليد طاقة الرياح والطاقة الشمسية، وارتفاع بمقدار 30 تيراواط من توليد الغاز. تغطي 10 تيراواط ساعية متبقية زيادة هيكلية صغيرة في استهلاك الكهرباء. تُوقِّع أن توليد الفحم ساهم في حوالي 12% من انبعاثات غازات الدفيئة في الاتحاد الأوروبي لعام 2019.

#### الغاز الأحفوري
تتعارض خطط توسيع البنى التحتية مع الأهداف المناخية للاتحاد الأوروبي وفقًا لمنظمة غلوبال إنيرجي مونيتور.

### الزراعة
تساهم الزراعة في إطلاق غازات الدفيئة. ينتشر الإنتاج الحيواني في أوروبا، ويشغل 42% من الأراضي في أوروبا. يؤثر استخدام الأرض من أجل المواشي على البيئة. تساهم الزراعة في 10% من انبعاثات غازات الدفيئة في أوروبا، وهي النسبة الأكبر من أي مكان آخر من العالم. كما تعدّ الزراعة أيضًا أكبر مساهم في انبعاثات غازات الدفيئة غير ثاني أكسيد الكربون، والتي تنبعث سنويًا في أوروبا. تطلق الزراعة غازات أخرى إلى جانب ثاني أكسيد الكربون مثل الميثان وأكسيد النيتروز. زعمت دراسة أن 38% من غازات الدفيئة المنبعثة من الزراعة في أوروبا كانت عبارة عن غاز الميثان. تطلق هذه المزارع غاز الميثان من خلال المواد الكيميائية في الأسمدة المستخدمة، والزبل، ومن عملية التخمر المعوي.
تشير التقديرات إلى أن هذه الغازات قد تسبب ضررًا أكبر من ضرر ثاني أكسيد الكربون، وتزعم دراسة أجرتها مجلة أبحاث البيئة أن «للميثان قدرة أكبر بعشرين مرة في احتجاز الحرارة، ولأكسيد النتروز قدرة أكبر بثلاثمئة مرة، مقارنة بثاني أكسيد الكربون». ترتبط هذه الانبعاثات الناجمة من الزراعة بتحمض التربة وفقدان التنوع البيولوجي في أوروبا أيضًا.
تحاول أوروبا اتخاذ إجراءات حيال ذلك. رُوّج لتغيير استخدام الأراضي والحراجة، مع التركيز على خفض كمية انبعاثات غازات الدفيئة من خلال استخدام الأراضي في أوروبا. لوحظت نجاحات بين عامي 1990 و2016، إذ انخفضت غازات الدفيئة المنبعثة من الزراعة في أوروبا بنسبة 20%.، إلا أن الاتحاد الأوروبي يخطط ليصبح محايدًا للكربون بحلول عام 2050. يقترن تحقيق الاتحاد الأوروبي لهذا الهدف، بتنفيذ المزيد من السياسات وتحقيق تحول في النظام الغذائي.
تعزز صفقة أوروبا الخضراء أهمية تقليل الاعتماد على مبيدات الآفات ومضادات الميكروبات، والحد من التسميد الزائد (خاصة النيتروجين والفوسفور)، وتعزيز الزراعة العضوية، وتحسين رعاية الحيوانات، وإلغاء فقدان التنوع البيولوجي. يمكن أن يساعد إدخال الزراعة المستدامة وتطبيقها في نجاح الدول النامية في تحسين أمنها الغذائي، بالإضافة إلى تعزيز التربة وتخطيط مصرّفات الكربون على مستوى العالم.

### النقل

#### الملاحة
تعادل انبعاثات غازات الدفيئة من الشحن البحري البصمة الكربونية لربع سيارات الركاب في أوروبا. كانت انبعاثات الشحن البحري في فرنسا وألمانيا والمملكة المتحدة وإسبانيا والسويد وفنلندا في عام 2018، أكبر من الانبعاثات الناجمة من جميع سيارات الركاب المسجلة في 10 أو أكثر من أكبر المدن في كل بلد. لا تشكل هذه الانبعاثات- رغم حجمها- جزءًا من أهداف خفض الانبعاثات التي وضعتها البلدان كجزء من اتفاقية باريس للتغير المناخي.